# Puccinia hilariae
Puccinia hilariae ist eine Ständerpilzart aus der Ordnung der Rostpilze (Pucciniales). Der Pilz ist ein Endoparasit des Süßgrases Hilaria hintonii. Symptome des Befalls durch die Art sind Rostflecken und Pusteln auf den Blattoberflächen der Wirtspflanzen. Sie ist ein Endemit Mexikos.

## Merkmale

### Makroskopische Merkmale
Puccinia hilariae ist mit bloßem Auge nur anhand der auf der Oberfläche des Wirtes hervortretenden Sporenlager zu erkennen. Sie wachsen in Nestern, die als gelbliche bis braune Flecken und Pusteln auf den Blattoberflächen erscheinen.

### Mikroskopische Merkmale
Das Myzel von Puccinia hilariae wächst wie bei allen Puccinia-Arten interzellulär und bildet Saugfäden, die in das Speichergewebe des Wirtes wachsen. Aecien oder Spermogonien der Art sind nicht bekannt, gleiches gilt für die Uredien des Pilzes. Ihre hyalinen Uredosporen sind 17–19 × 14–18 µm groß, kugelig bis breit eiförmig und fein stachelwarzig. Die beid- oder überwiegend blattoberseitig wachsenden Telien der Art sind schwarzbraun, pulverig und früh offenliegend. Die haselnussbraunen Teliosporen sind zweizellig, bisweilen schräg septiert, breitellipsoid und 28–35 × 22–25 µm groß. Ihre Stiele sind farblos und 110 µm lang.

## Verbreitung
Das bekannte Verbreitungsgebiet von Puccinia hilariae umfasst lediglich Mexiko.

## Ökologie
Die Wirtspflanze von Puccinia hilariae ist Hilaria hintonii. Der Pilz ernährt sich von den im Speichergewebe der Pflanzen vorhandenen Nährstoffen, seine Sporenlager brechen später durch die Blattoberfläche und setzen Sporen frei. Die Art verfügt über einen Entwicklungszyklus, von dem bislang lediglich Telien und Uredien sowie deren Wirt bekannt sind; Spermogonien und Aecien konnten dem Pilz nicht zugeordnet werden.